# Église Saint-Louvent d'Andelot
L'église Saint-Louvent d'Andelot est une église de style gothique située à Andelot-Blancheville, dans le département de la Haute-Marne, en France.

## Historique
Une église existait à Andelot en 871. C'est à cette époque que le comte Guibert a cédé sa terre d'Andelot. L'évêque de Langres Geoffroy de La Roche-Vanneau a donné l'église à l'abbaye de Septfontaines en 1140. Cette donation a été confirmée par ses successeurs, Manassès de Bar-sur-Seine en 1189, et Garnier de Rochefort en 1194. Cet état de chose s'est arrêté en 1760. 
L'abside, la nef et la façade ont été construits au XIIIe siècle. Le narthex date de la fin du XVe siècle ou du début du XVIe siècle.
L'autel majeur est situé dans le chœur. Dans les absidioles terminant les collatéraux se trouvaient des autels placés sous les vocables de saint Jean et de saint Gabriel. À l'autel Saint-Gabriel était attaché un titre bénéficier depuis 1230 fondé par bourgeois de Joinville, Chaumont et Montéclair, et donné à un religieux de l'abbaye de la Crête. La chapelle Saint-Jean avait été fondée en 1400 par les habitants d'Andelot.
Des inscriptions sur les piliers qui soutiennent le clocher indiquent que l'église a été incendiée par les protestants en 1570. Elle a été restaurée en 1571. La voûte de la première travée est refaite en 1602. En 1607 on a renforcé les piliers qui supportent le clocher.
Le clocher a été construit par Jean-Baptiste Bouchardon au début du XVIIIe siècle. La toiture des bas-côtés a été modifiée à une date inconnue.

## Patrimoine
L'église est inscrite monument historique le 6 juillet 1925.

## Description
L'église est composée d'une nef à trois vaisseaux de cinq travées qui est voutée d'ogives sauf la première travée du vaisseau central.
Le chœur est comprend une travée droite et une abside à cinq pans couvert d'une voûte à huit quartiers. Les absidioles terminant les collatéraux sont aussi couvertes d'une voûte à huit quartiers. Les absidioles communiquent avec la première travée du chœur.
Le clocher situé au-dessus de la première travée du vaisseau central est coiffé d'un toit à l'impériale.

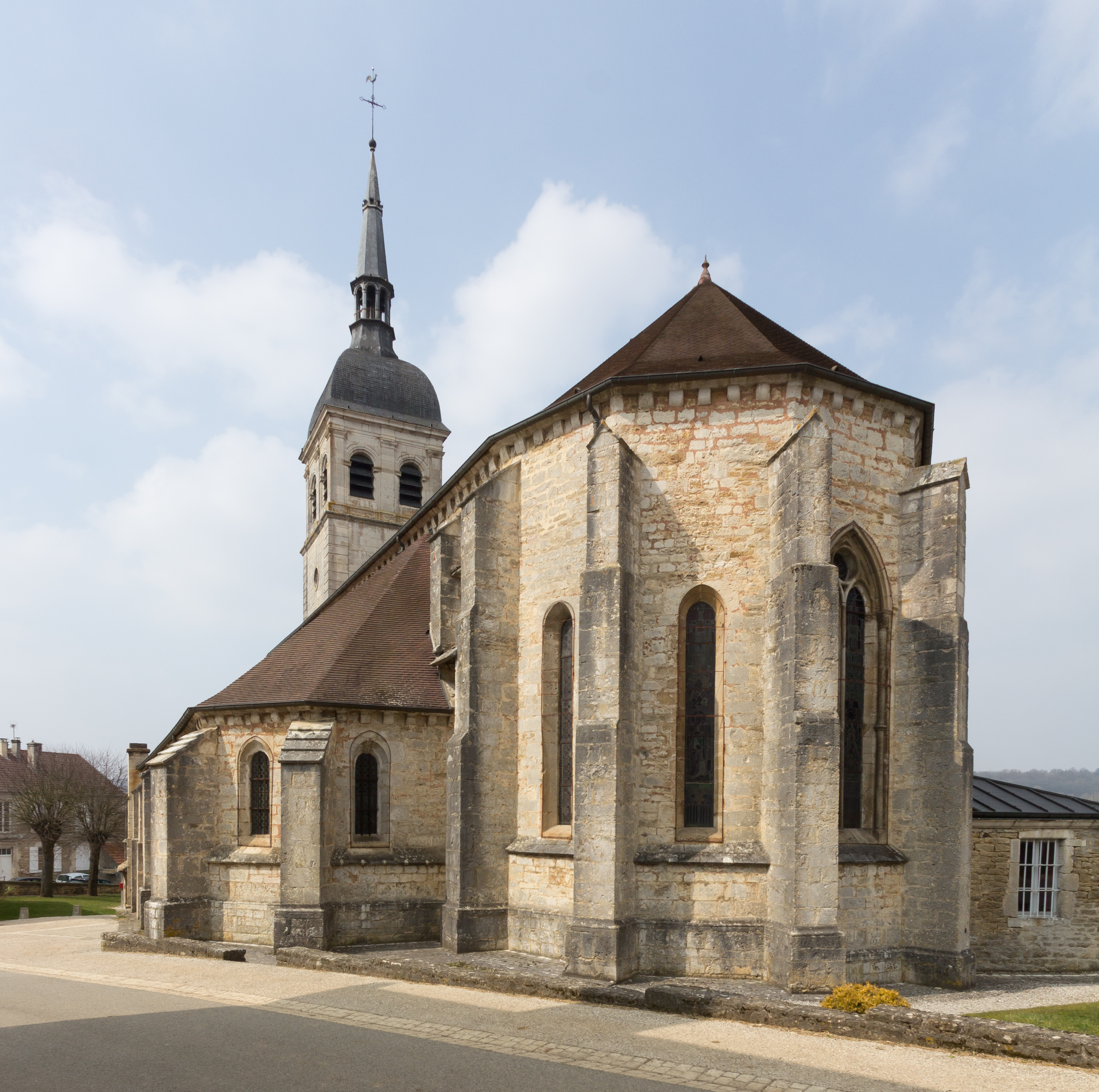
Chevet.
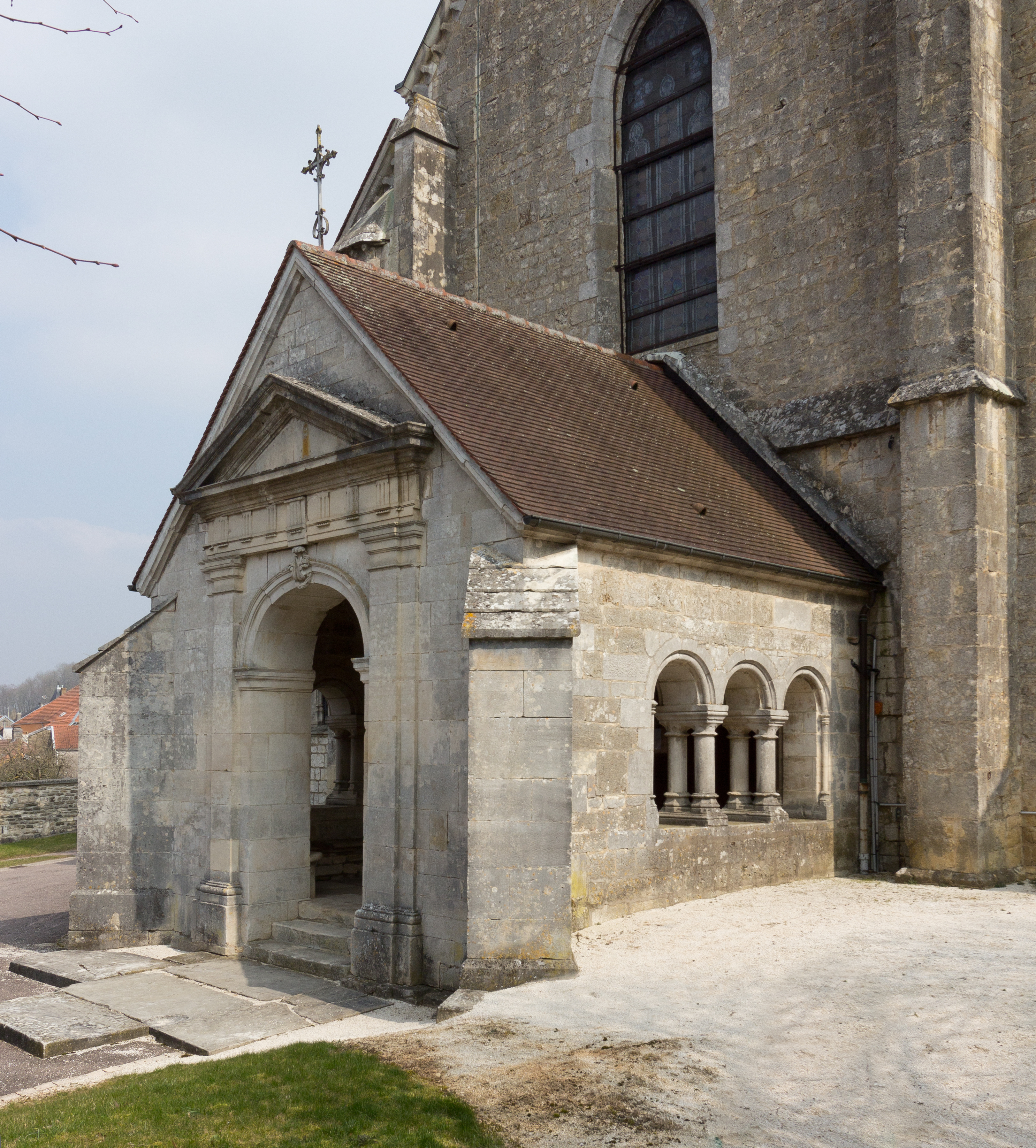
Narthex.
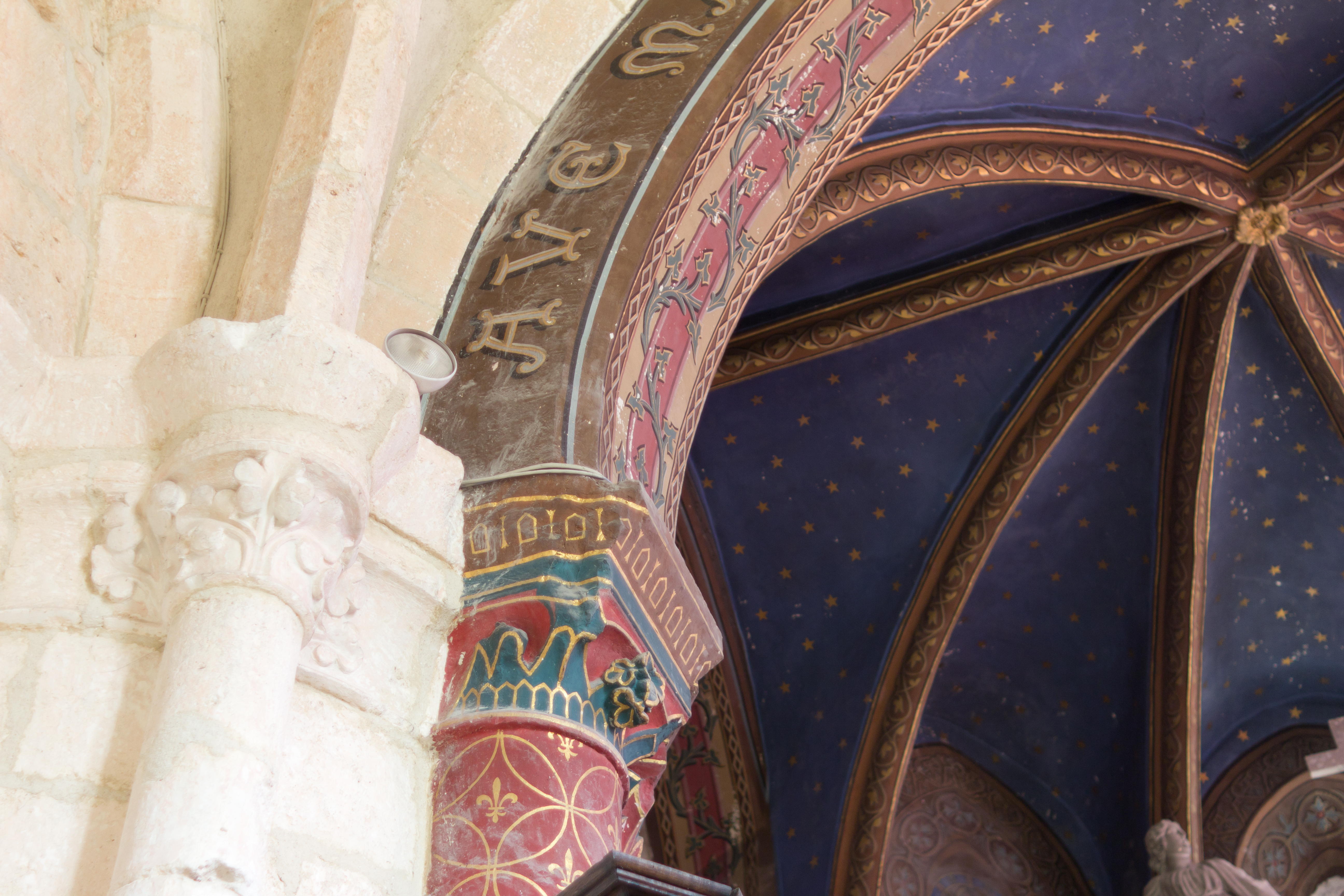
Voûte de l'abside.
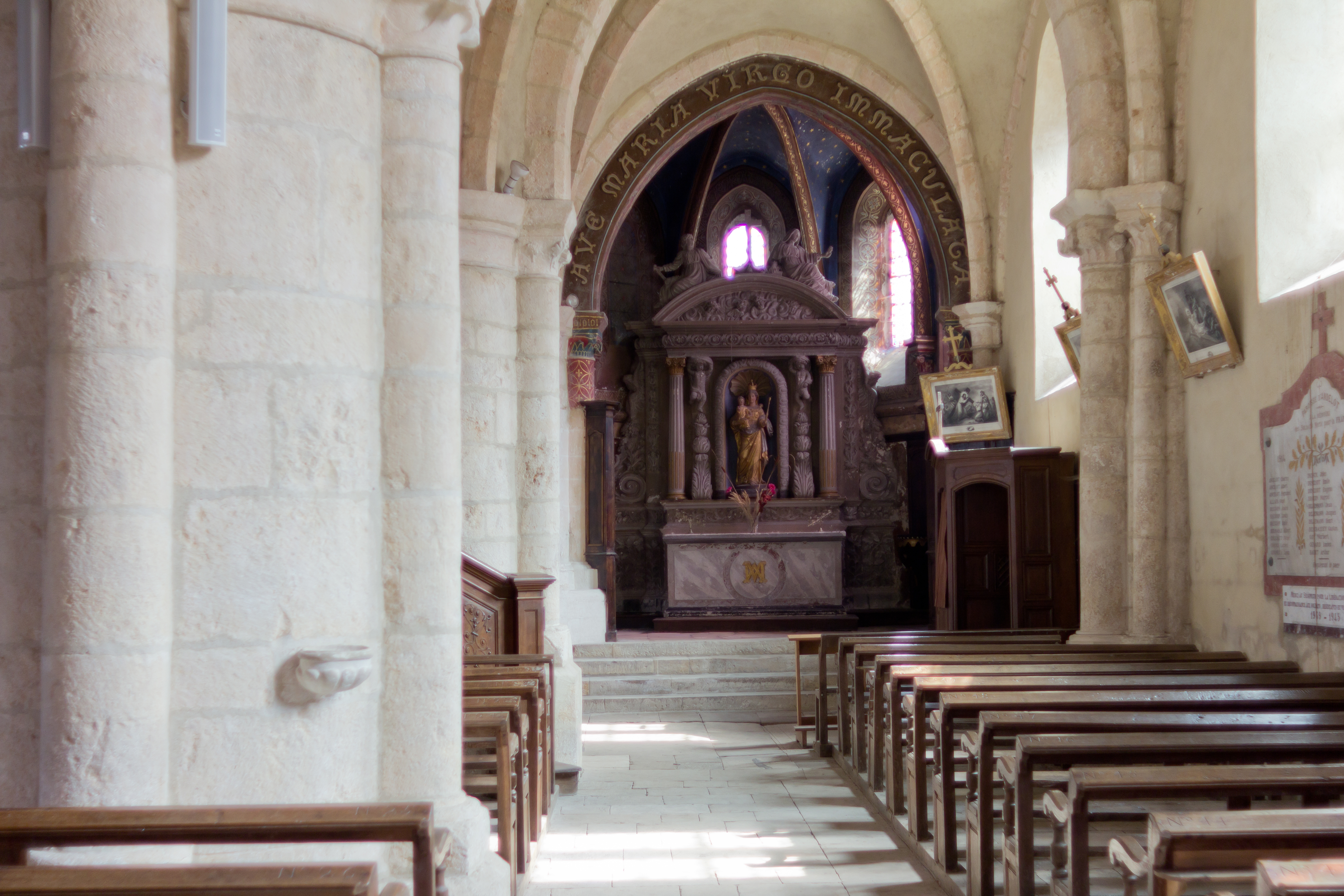
Collatéral.